# Biomanipulacja
Biomanipulacja (gr. bios – życie, łac. manipulare – robić coś rękami) – jedna z metod wykorzystywana w procesie rekultywacji wód. Polegająca na ingerencji w środowisko poprzez zmianę warunków życia organizmów lub zmianę stosunków ilościowych w danym ekosystemie, przy wykorzystaniu szeregu zależności łańcucha pokarmowego (np. zwiększenie ilości zooplanktonu i introdukcja wybranych gatunków ryb wpłynie na ograniczenie liczebności glonów).
Stosowanie biomanipulacji wymaga dogłębnej analizy zależności zachodzących w danym ekosystemie.

## Przykładowe zastosowanie biomanipulacji
- ochrona zbiorników wodnych przed zakwitami
- powstrzymanie rozwoju glonów w zbiorniku